# Lista de empresas da República Socialista Federativa da Iugoslávia

Mapa da Europa em 1989, mostrando a Iugoslávia destacada em verde

Esta lista compreende empresas e companhias notáveis que participaram da economia da República Socialista Federativa da Iugoslávia, um país que durou de 29 de novembro de 1945 a 27 de abril de 1992. Eles eram organizados principalmente na forma de uma organização trabalhista associada (OUR). 

## Indústria automotiva
| Nome                                        | Sede       | República/Província  | Estabelecido em | Operações/produtos                           |
| ------------------------------------------- | ---------- | -------------------- | --------------- | -------------------------------------------- |
| IDA-Opel                                    | Kikinda    | Voivodina            | 1977            | Carros; 49% de propriedade da General Motors |
| Zavodi Crvena Zastava                       | Kragujevac | Sérvia               | 1904            | Carros e caminhões Fiat                      |
| Ikarbus                                     | Zemun      | Sérvia               | 1923            | Ônibus                                       |
| Neobus                                      | Novi Sad   | Voivodina            | 1952            | Ônibus                                       |
| Maribor Automobile and Engine Factory (TAM) | Maribor    | Eslovênia            | 1946            | Caminhões                                    |
| Cimos                                       | Koper      | Eslovênia            | 1972            | Carros; metade de propriedade da Citroën     |
| Sežana Motorcycle Factory (TOMOS)           | Koper      | Eslovênia            | 1954            | Motos e carros                               |
| Sarajevo Car Factory (TAS)                  | Sarajevo   | Bósnia e Herzegovina | 1969            | Carros VW                                    |
| Zagreb Bus Factory (TAZ)                    | Zagreb     | Croácia              | 1930            | Ônibus                                       |
| Priboj Car Factory (FAP)                    | Priboj     | Sérvia               | 1953            | Caminhões e ônibus                           |
| FAS 11 Oktomvri (FAS Sanos)                 | Skopje     | Macedônia            | 1946            | Ônibus                                       |

## Construção naval
| Nome                   | Sede       | República/Província | Estabelecido em | Operações/produtos               |
| ---------------------- | ---------- | ------------------- | --------------- | -------------------------------- |
| 3. Maj                 | Rijeka     | Croácia             | 1948            | Construção e reparação de navios |
| Uljanik                | Pula       | Croácia             | 1856            | Construção e reparação de navios |
| Estaleiro Viktor Lenac | Rijeka     | Croácia             | 1896            | Construção e reparação de navios |
| Brodosplit             | Dividir    | Croácia             | 1931            | Construção e reparação de navios |
| Estaleiro de Tito      | Kraljevica | Croácia             | 1729            | Construção e reparação de navios |

## Indústria militar
| Nome                             | Sede       | República/Província  | Estabelecido em | Operações/produtos                             |
| -------------------------------- | ---------- | -------------------- | --------------- | ---------------------------------------------- |
| Krušik                           | Valjevo    | Sérvia               | 1939            | Munições, armas, ferramentas de mineração, pás |
| Prvi Partizan                    | Užice      | Sérvia               | 1927            | Munição                                        |
| Trayal                           | Kruševac   | Sérvia               | 1889            | Explosivos comerciais e pirotecnia             |
| SOKO                             | Mostar     | Bósnia e Herzegovina | 1950            | Aviões de caça                                 |
| PPT-Petoletka                    | Trstenik   | Sérvia               | 1949            | Aviação, hidráulica, pneumática                |
| Indústria de Aviação Utva (UTVA) | Pančevo    | Sérvia               | 1937            | Aeronaves e planadores com motor de pistão     |
| Yugoimport SDPR                  | Belgrado   | Sérvia               | 1949            | Importação e exportação e produção de armas    |
| Zastava Arms                     | Kragujevac | Sérvia               | 1853            | Programa civil e militar, artilharia           |

## Indústria de madeira e papel
| Nome      | Sede       | República/Província  | Estabelecido em | Operações/produtos                    |
| --------- | ---------- | -------------------- | --------------- | ------------------------------------- |
| SIMPO     | Vranje     | Sérvia               | 1963            | Produção de móveis                    |
| Eslovenos | Liubliana  | Eslovênia            |                 | Produção de móveis de madeira         |
| SIPAD     | Sarajevo   | Bósnia e Herzegovina | 1892            | Produção de móveis de madeira         |
| Incel     | Banja Luka | Bósnia e Herzegovina | 1954            | Produção de celulose, viscose e papel |

## Construção
| Nome          | Sede     | República/Província  | Estabelecido em | Operações/produtos    |
| ------------- | -------- | -------------------- | --------------- | --------------------- |
| Energoinvest  | Sarajevo | Bósnia e Herzegovina | 1951            | Empresa de construção |
| Energoprojekt | Belgrado | Sérvia               | 1951            | Empresa de design     |

## Eletrônicos
| Nome                               | Sede       | República/Província  | Estabelecido em | Operações/produtos |
| ---------------------------------- | ---------- | -------------------- | --------------- | --- |
| Digitron                           | Buje       | Croácia              | 1971            | Dispositivos eletrônicos                                                                                               |
| Indústria de Rádio de Zagreb (RIZ) | Zagreb     | Croácia              | 1948            | Dispositivos eletrônicos, transmissores, gramofones, computadores                                                      |
| Indústria Eletrônica de Niš (Ei)   | Niš        | Sérvia               | 1948            | Televisores, gramofones, computadores, instrumentos de medição                                                         |
| Rudi Čajavec                       | Banja Luka | Bósnia e Herzegovina | 1950            | Rádios transistorizados, aparelhos de televisão, equipamentos automotivos, eletrônicos militares e sistemas integrados |
| Elektrotehna / Iskra Delta         | Liubliana  | Eslovênia            | 1974            | Computadores, afiliados ao DEC                                                                                         |

## Indústria de máquinas
| Nome                                               | Sede                | República/Província  | Estabelecido em | Operações/produtos                                                                    |
| -------------------------------------------------- | ------------------- | -------------------- | --------------- | ------------------------------------------------------------------------------------- |
| 14. Oktobar                                        | Kruševac            | Sérvia               | 1923            | Máquinas e equipamentos pesados                                                       |
| Đuro Đaković                                       | Slavonski Brod      | Croácia              | 1921            | Locomotivas, máquinas, máquinas agrícolas, dispositivos                               |
| Gorenje                                            | Velenje             | Eslovênia            | 1950            | Eletrodomésticos                                                                      |
| Goša                                               | Smederevska Palanka | Sérvia               | 1923            | Vagões de passageiros e de carga                                                      |
| Iskra                                              | Ljubljana           | Eslovênia            | 1946            | Eletrodomésticos, aparelhos elétricos e eletrônicos                                   |
| Indústria de Máquinas e Tratores                   | Belgrade            | Sérvia               | 1947            | Tratores e máquinas agrícolas acopladas                                               |
| Jelšingrad [fr]                                    | Banja Luka          | Bósnia e Herzegovina |                 | Máquinas-ferramentas                                                                  |
| Končar                                             | Zagreb              | Croácia              | 1921            | Geradores, motores, eletrodomésticos, estruturas metálicas                            |
| Litostroj                                          | Ljubljana           | Eslovênia            |                 | Maquinaria pesada                                                                     |
| Metalac                                            | Gornji Milanovac    | Sérvia               | 1959            | Produção de esmaltes                                                                  |
| Indústria de Máquinas de Niš (MIN)                 | Niš                 | Sérvia               | 1884            | Máquinas pesadas, locomotivas, vagões, infraestrutura ferroviária, veículos especiais |
| Prvomajska                                         | Zagreb              | Croácia              | -               | Máquinas de ferramentas                                                               |
| Indústria Automotiva de Rakovica (IMR)             | Rakovica            | Sérvia               | 1927            | Tratores, motores a diesel                                                            |
| Riko [sl]                                          | Ribnica             | Eslovênia            |                 | Máquinas e ferramentas agrícolas, máquinas de manutenção de estradas                  |
| Tvornica željezničkih vozila Gredelj (TŽV Gredelj) | Zagreb              | Croácia              | 1894            | Locomotivas, vagões                                                                   |
| Tomo Vinković                                      | Bjelovar            | Croácia              | 1953            | Tratores e máquinas agrícolas acopladas                                               |
| UNIS                                               | Sarajevo            | Bósnia e Herzegovina | 1968            | Equipamentos, rolamentos e peças metálicas                                            |
| Zmaj                                               | Zemun               | Sérvia               | 1927            | Colheitadeiras e máquinas agrícolas acopladas                                         |

## Indústria do petróleo

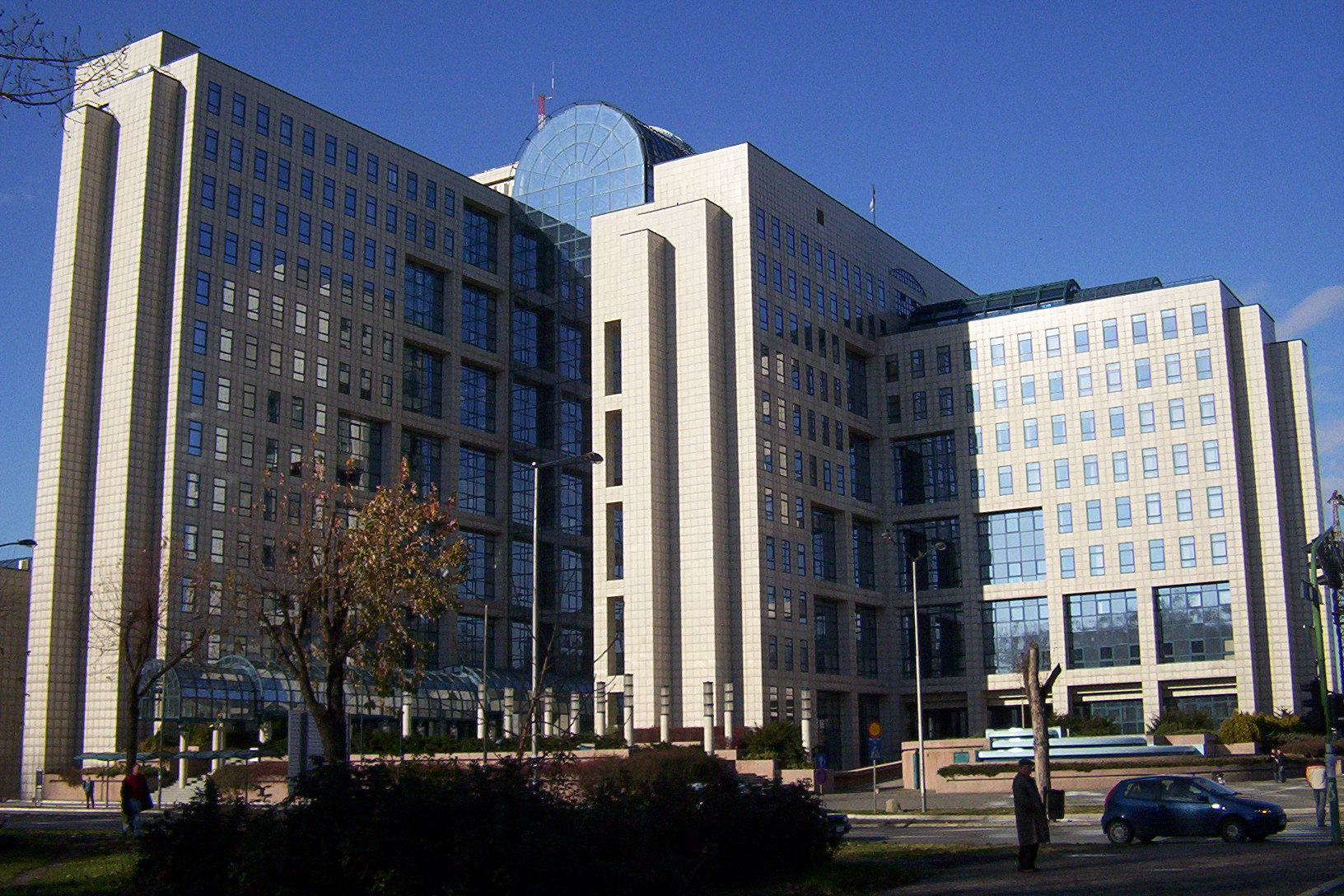
A Energoprojekt projetou a sede da Naftagas; foi concluída em 1998, época em que a Naftagas foi renomeada para Indústria Petrolífera da Sérvia (NIS), por isso o edifício é conhecido como edifício NIS.

| Nome       | Sede     | República/Província | Estabelecido em |
| ---------- | -------- | ------------------- | --------------- |
| INA        | Zagreb   | Croácia             | 1964            |
| Jugopetrol | Kotor    | Montenegro          | 1947            |
| Naftagas   | Novi Sad | Voivodina           | 1945            |

## Indústria alimentar, do tabaco e agrícola
| Nome                                 | Sede             | República/Província  | Estabelecido em | Operações/produtos |
| ------------------------------------ | ---------------- | -------------------- | --------------- | --- |
| Agrokomerc                           | Velika Kladuša   | Bósnia e Herzegovina | 1969            | Produtos alimentares |
| Bambi                                | Požarevac        | Sérvia               | 1967            | Confeitaria e produtos alimentícios                                                                                      |
| Badel                                | Zagreb           | Croácia              | 1862            | Bebidas alcoólicas |
| Combinado Agrícola de Belgrado (PKB) | Belgrade         | Sérvia               | 1945            | Agronegócio; seus departamentos notáveis foram Imlek (1953; laticínios) e Frikom (1975; sorvetes e alimentos congelados) |
| Cedevita                             | Zagreb           | Croácia              | 1929            | Bebidas não alcoólicas                                                                                                   |
| Centroproizvod                       | Belgrade         | Sérvia               | 1976            | Café e produtos alimentícios                                                                                             |
| Vindija                              | Varaždin         | Croácia              | 1959            | Bebidas não alcoólicas                                                                                                   |
| Gavrilović                           | Petrinja         | Croácia              | 1690            | Produtos de carne |
| Dijamant                             | Zrenjanin        | Voivodina            | 1938            | Produção de óleo, margarina, maionese e iguarias                                                                         |
| Franck                               | Zagreb           | Croácia              | 1892            | Produtos alimentares |
| Indústria de Tabaco de Niš (DIN)     | Niš              | Sérvia               | 1930            | Produtos de tabaco |
| Zvečevo                              | Zvečevo          | Croácia              | 1921            | Vários produtos alimentares                                                                                              |
| Jaffa                                | Crvenka          | Voivodina            | 1975            | Biscoitos |
| Kraš                                 | Zagreb           | Croácia              | 1911            | Chocolates e doces |
| Kandit                               | Osijek           | Croácia              | 1920            | Chocolates e doces |
| Koestlin                             | Bjelovar         | Croácia              | 1905            | Chocolates e doces |
| Knjaz Miloš                          | Arandjelovac     | Sérvia               | 1811            | Água mineral e refrigerantes                                                                                             |
| Ledo                                 | Zagreb           | Croácia              | 1958            | Produtos congelados |
| Maraska                              | Zadar            | Croácia              | 1768            | Licores, bebidas alcoólicas e não alcoólicas                                                                             |
| PIK Takovo                           | Gornji Milanovac | Sérvia               | 1959            | Produtos de confeitaria (nomeadamente, Eurokrem)                                                                         |
| Plantaže 13. Jul                     | Podgorica        | Montenegro           | 1963            | Vinho e produtos vitivinícolas                                                                                           |
| Podravka                             | Koprivnica       | Croácia              | 1934            | Produtos alimentares |
| Radenska                             | Radenci          | Eslovênia            |                 | Água mineral e refrigerantes                                                                                             |
| Rubin                                | Kruševac         | Sérvia               | 1955            | Bebidas alcoólicas e não alcoólicas                                                                                      |
| Sojaprotein                          | Becej            | Voivodina            | 1977            | Processamento de soja |
| Štark                                | Belgrade         | Sérvia               | 1922            | Chocolates e doces |
| Tvornica Duhana Rovinj [de] (TDR)    | Rovinj           | Croácia              | 1872            | Produtos de tabaco |
| Cervejaria Trebješa                  | Nikšic           | Montenegro           | 1896            | Bebidas alcoólicas e não alcoólicas                                                                                      |
| Viro                                 | Virovitica       | Croácia              | 1982            | Produção de açúcar |
| Zvijezda                             | Zagreb           | Croácia              | 1916            | Produção de óleo, margarina, maionese, ketchup e iguarias                                                                |

## Tráfego
| Nome                                 | Sede      | República/Província | Estabelecido em | Operações              |
| ------------------------------------ | --------- | ------------------- | --------------- | ---------------------- |
| Aviogenex (Divisão da Generalexport) | Belgrado  | Sérvia              | 1968            | Transporte aéreo       |
| Adria Airways                        | Liubliana | Eslovênia           | 1961            | Transporte aéreo       |
| Air Yugoslavia                       | Belgrado  | Sérvia              | 1969            | Transporte aéreo       |
| Jugoslovenski Aerotransport (JAT)    | Belgrado  | Sérvia              | 1947            | Transporte aéreo       |
| Ferrovias Iugoslavas (JŽ)            | Belgrado  | Sérvia              | 1918            | Transporte ferroviário |
| Lasta                                | Belgrado  | Sérvia              | 1947            | Transporte de ônibus   |
| Niš-Ekspres                          | Niš       | Sérvia              | 1951            | Transporte de ônibus   |
| Severtrans                           | Sombor    | Voivodina           | 1947            | Transporte de ônibus   |

## Indústria têxtil e de calçados
| Nome                               | Sede          | República/Província | Estabelecido em | Operações           |
| ---------------------------------- | ------------- | ------------------- | --------------- | ------------------- |
| Sintelon                           | Bačka Palanka | Voivodina           | 1971            | Produção de tapetes |
| Međimurska trikotaža Čakovec (MTČ) | Čakovec       | Croácia             | 1923            | Produção de roupas  |

## Minas e siderúrgicas
| Nome                       | Sede      | República/Província  | Estabelecido em |
| -------------------------- | --------- | -------------------- | --------------- |
| Smederevo Ironworks        | Semêndria | Sérvia               | 1913            |
| ArcelorMittal Zenica [uk]  | Zenica    | Bósnia e Herzegovina | 1892            |
| Mina de Bor                | Bor       | Sérvia               | 1904            |
| Mina de Kolubara           | Lazarevac | Sérvia               | 1896            |
| Minas de Bauxita de Nikšić | Niksic    | Montenegro           | 1948            |
| Minas de Trepča            | Trepča    | Kosovo               | 1925            |

## Indústria farmacêutica
| Nome       | Sede       | República/Província  | Estabelecido em |
| ---------- | ---------- | -------------------- | --------------- |
| Alkaloid   | Escópia    | Macedônia            | 1945            |
| Bosnalijek | Sarajevo   | Bósnia e Herzegovina | 1951            |
| Galenika   | Zemun      | Sérvia               | 1945            |
| Krka       | Novo Mesto | Eslovênia            | 1954            |
| Lek [sl]   | Liubliana  | Eslovênia            | 1946            |
| Pliva      | Zagreb     | Croácia              | 1945            |
| Hemofarm   | Vršac      | Voivodina            | 1960            |

## Indústria química
| Nome              | Sede             | República/Província | Estabelecido em | Operações/produtos                                                                         |
| ----------------- | ---------------- | ------------------- | --------------- | ------------------------------------------------------------------------------------------ |
| Fotokemika Zagreb | Samobor / Zagreb | Croácia             | 1947            | Produção de filmes fotográficos e produtos químicos sob licença da ADOX (notadamente Efke) |
| HIP-Petrohemija   | Pančevo          | Voivodina           | 1977            | Produtos petroquímicos                                                                     |
| Tigar             | Pirot            | Sérvia              | 1966            | Produtos de borracha e calçados de borracha                                                |

## Indústria varejista
| Nome       | Sede     | República/Província             | Estabelecido em | Operações/produtos                                        |
| ---------- | -------- | ------------------------------- | --------------- | --------------------------------------------------------- |
| Jugoexport | Belgrado | República Socialista da Sérvia  | 1953            | Importação-exportação, vestuário                          |
| Razvitak   | Metković | República Socialista da Croácia | 1947            | Supermercados, lojas de departamento, indústria hoteleira |